# Hambers
Hambers is een gemeente in het Franse departement Mayenne (regio Pays de la Loire) en telt 548 inwoners (1999). De plaats maakt deel uit van het arrondissement Mayenne.

## Geografie
De oppervlakte van Hambers bedraagt 26,5 km², de bevolkingsdichtheid is 20,7 inwoners per km².

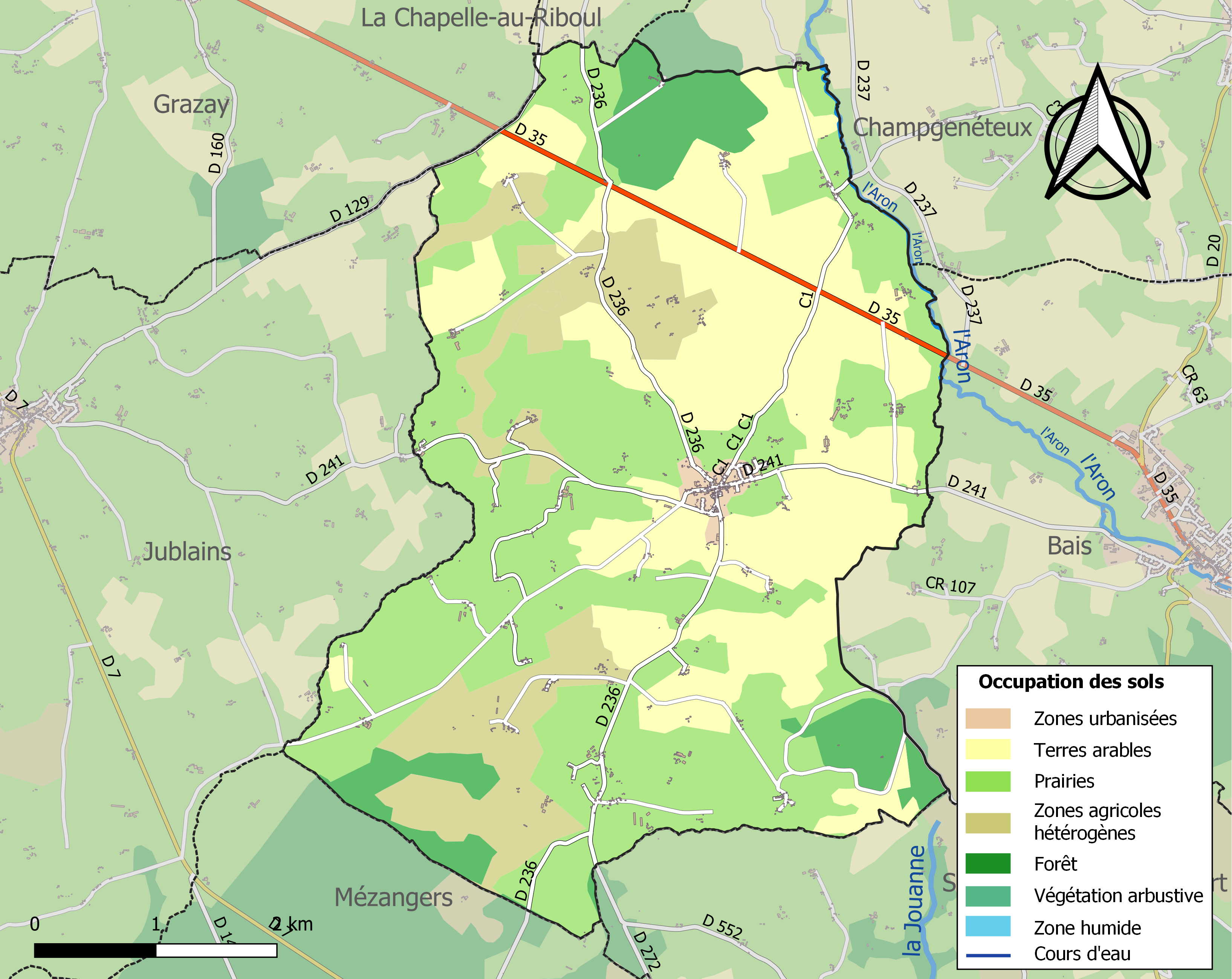
Kaart van de gemeente met de belangrijkste infrastructuur, bodemgebruik en omliggende gemeenten

.

## Demografie
Onderstaande figuur toont het verloop van het inwonertal (bron: INSEE-tellingen).

1. ↑  Populations de référence 2022.